# 牛津运河

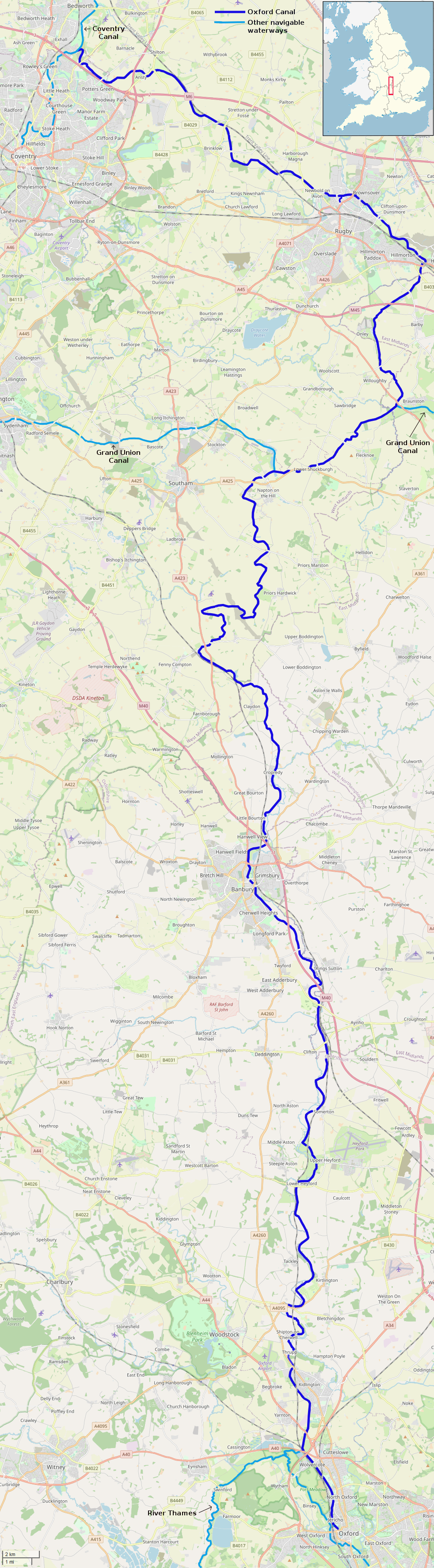
流域图

牛津运河（Oxford Canal）是英格兰中南部的一条运河，全长约78英里（126），连接着牛津的泰晤士河和班伯里、拉格比、考文垂（通过考文垂运河）。它于1790年竣工，自纳普顿可分为北牛津运河（North Oxford Canal）和南牛津运河（South Oxford Canal）。
牛津运河曾是英格蘭中部地區和伦敦之间的贸易纽带，直到1805年大交汇运河开通。北牛津运河在1830年被拉直后仍然运输常规大宗商品，南牛津运河由于主要流经乡村则基本停用，1960年代以后随着英国制造业衰弱，该运河的用途转为休闲旅游。

## 历史
1769年，由罗杰·纽迪盖特爵士推动的、建造牛津运河的议会法案获得通过。其目的是通过它和泰晤士河将英格兰中部工业区与伦敦连接起来，将煤从中部地区运输到牛津和伦敦。
詹姆斯·布林德利负责路线勘测和初期施工，亲戚塞缪尔·西姆科克（Samuel Simcock）协助。布林德利于1772年去世，运河仅修到达布林克洛，西姆科克接替他继续修造。1774年，运河修到纳普顿，但修运河的公司资金已经耗尽。
1775年，第二项议会法案通过，允许公司筹集更多资金。施工很快又开始了，1778年运河已达班伯里。由于财务问题，从班伯里到牛津的最后一段工程直到1786年才开始施工，詹姆斯·巴恩斯为工程师。由于资金有限，班伯里-牛津河段的建造标准更低，并且尽可能节省成本。如查韦尔河畔希普顿的一段查韦尔河河道被直接并入运河，省去修造新河道的成本。
1789年，牛津运河修到牛津郊区，通往牛津市中心的最后一段于1790年1月1日开通。
1789年，公爵河（Duke's Cut）完工，这是牛津运河与泰晤士河之间的一条小运河，位于牛津以北，由马尔伯勒公爵资助。